# Montagano
Montagano là một đô thị ở tỉnh Campobasso trong vùng Molise thuộc nước Ý, có vị trí cách khoảng 9 km về phía bắc của Campobasso. Tại thời điểm ngày 31 tháng 12 năm 2004, đô thị này có dân số 1.207 người và diện tích là 26,5 km².
Montagano giáp các đô thị: Limosano, Matrice, Petrella Tifernina, Ripalimosani.